# Nati Mistral
Natividad Macho Álvarez, més coneguda pel nom artístic de Nati Mistral, (Madrid, 13 de desembre de 1928 - 20 d'agost de 2017) fou una actriu i cantant espanyola. Va estar estretament vinculada amb l'Argentina i Mèxic. En l'escena va sobresortir per la seva dicció exacta i claredat de pronunciació, la qual cosa la va portar a fer recitals poètics d'autors clàssics.

## Trajectòria
L'actriu i cantant devia el seu nom artístic a la poetessa xilena Gabriela Mistral, de la qual la seva mare n'era una gran admiradora. Va passar la infància a Madrid, prop de la Gran Via, i en alguna entrevista televisada va reconèixer que l'havia impactada ser testimoni, quan era petita, d'alguns assassinats del Madrid republicà de la Guerra Civil, la qual cosa la va portar a tenir simpatia cap al franquisme i ser coneguda per la seva alineació dretana. En els seus començaments, va ser meritòria en el Teatre Español, va passar per l'emissora Radio Seu i, després va cursar estudis de música, cant i declamació. Va marxar a Alemanya amb la companyia Els Vieneses, actuant com a cantant. Luis Escobar li va proporcionar el seu primer gran èxit en contractar-la el 1957 per a la revista musical Te espero en el Eslava i, un any després, la seva continuació Ven y ven al Eslava. Junts van tenir nous èxits en els anys següents amb els musicals La Bella de Texas o La Perrichola. El 1966 va protagonitzar la primera versió representada a Madrid del musical l'Home de La Manxa, sota la direcció de José Osuna.

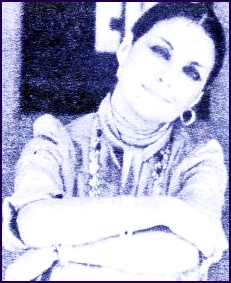
Nati Mistral.

Durant tota la seva carrera va compaginar la música amb el teatre, gravant cançons tan populars com Flor de te; Bajo los puentes de París; Mala entraña, Agua que no has de beber; Paisajes de Catamarca, Tata Dios, Guitarra, dímelo tú, Yo vi llorar a Dios, No soy de aquí, Bien se ve, El corralero i La balada para un Loco.
Va triomfar com a actriu dramàtica en les produccions de Divinas palabras, amb la qual es va inaugurar el Teatro Bellas Artes el 1961, Fortunata i Jacinta, 1969; Medea, 1970; Anillos para una dama, 1975; Isabel reina de corazones, 1983, La Chunga, 1987; Los padres terribles, 1995; Café cantante, 1997; La malquerida, 2000; La Celestina, 2001 i, més recentment, La Dorotea, 2001; Inés desabrochada, 2004, La duda, 2006 i Tras las huellas de Bette Davis, 2007. A Buenos Aires va ser empresària del seu propi teatre —l'Avenida— amb l'actor Alberto Closas. El 1978 va protagonitzar Bodas de sangre, en el rol de "la Mare"', en el Teatre Colón de la ciutat de Buenos Aires sota la direcció d'Antonio Tauriello.
Menys freqüents van ser les seves aparicions en el cinema, encara que va rodar, entre altres pel·lícules: Maria Fernanda la de Jerez (1946), el seu primer treball a les ordres d'Enrique Herreros; Las inquietudes de Shanti Andía (1947); Currito de la Cruz (1949) o Mi Buenos Aires querido (1961). Va morir d'un infart cerebral, el 20 d'agost de 2017 a Madrid als 88 anys.

## Filmografia
- María Fernanda la Jerezana (1946)
- Las inquietudes de Shanti Andía (1947)
- Currito de la Cruz (1949)
- Mi calle (1960)
- Mi Buenos Aires querido (1961)
- Canciones de nuestra vida  (1975) documental
- Frutilla (1980)

## Distincions i premis[calcitació]
Entre d'altres va rebre els premis següents:
- Lazo de dama de l'Orden de Isabel la Católica
- Premi de l'Associació de Crítics de Nova York el 1970
- Nacional de Teatre el 1997
- Premi Mayte en la categoria d'Honor a la seva trajectòria artística el 2006
- Premi Ciudad de Alcalá de las Artes y las Letras el 2007
- Medalla d'Or de les Bellas Artes en 2007
- Premi Nacional de Teatre Pepe Isbert de l'Asociación Nacional de Amigos de los Teatros de España (AMITE), el 2007